# Mariusz Skulimowski
Mariusz Skulimowski (ur. 15 września 1972 w Kielcach) – polski dowódca wojskowy; generał brygady Wojska Polskiego, doktor nauk społecznych (2018), dowódca Jednostki Wojskowej „Nil” (2009–2013), dowódca 1 Pomorskiej Brygady Logistycznej (2017–2021), od marca 2021 szef Zarządu Logistyki P4 w Sztabie Generalnym Wojska Polskiego.

## Życiorys
Mariusz Skulimowski urodził się 15 września 1972 r. w Kielcach, pochodzi z Zagnańska. W 1987 ukończył Szkołę Podstawową w Belnie, w gminie Zagnańsk, w powiecie kieleckim. W 1991 ukończył Liceum Zawodowe nr 1 Zespołu Szkół Zawodowych Nr 1 w Skarżysku-Kamiennej.

### Wykształcenie
Absolwent Wyższej Szkoły Oficerskiej im. Tadeusza Kościuszki (kierunek rozpoznanie) (1995), Wyższej Szkoły Zarządzania i Administracji w Opolu. Ukończył studia podyplomowe w Akademii Obrony Narodowej (AON). Ukończył liczne kursy w kraju i za granicą, m.in.: Wyższy Kurs Specjalistyczny Oficerów Sztabów Oddziałów i Związków Taktycznych (2000), U.S. Army Air Assault Course (2002), Kurs Dowódców Batalionów w AON (2007). W 2018 uzyskał stopień doktora w dziedzinie nauk społecznych na słowackim uniwersytecie. W 2020 ukończył Podyplomowe Studia Polityki Obronnej na Akademii Sztuki Wojennej.

### Przebieg służby wojskowej
Studia wojskowe rozpoczął 24 września 1991 jako podchorąży Wyższej Szkoły Oficerskiej Wojsk Zmechanizowanych we Wrocławiu. W 1995 został promowany na pierwszy stopień oficerski – podporucznika. Służbę zawodową rozpoczął w październiku 1995 w 7 batalionie kawalerii powietrznej z 25 Brygady Kawalerii Powietrznej w Tomaszowie Mazowieckim, gdzie zajmował kolejno stanowiska: dowódcy plutonu rozpoznawczego, dowódcy kompanii dowodzenia oraz szefa sekcji rozpoznawczej.
W latach 2002–2007 pełnił służbę na stanowiskach: oficera sekcji operacyjnej brygady, zastępcy dowódcy batalionu dowodzenia, a następnie dowódcy batalionu w 10 Opolskiej Brygady Logistycznej. W okresie tym uczestniczył w misjach i operacjach poza granicami kraju, zajmując stanowiska: zastępcy dowódcy bazy White Eagle PKW Bośnia i Hercegowina (SFOR) (1999), dowódcy Narodowego Elementu Wsparcia (NSE): PKW Afganistan (2002), PKW Irak (2004), PKW Pakistan (2006) podczas operacji „Swift Relief” w ramach V zestawu Sił Odpowiedzi NATO Response Force.
W 2007 rozpoczął służbę w strukturach Wojsk Specjalnych, gdzie był szefem sekcji, a następnie dowódcą zespołu w Jednostce Wojskowej GROM. W marcu 2009 został wyznaczony na stanowisko dowódcy Jednostki Wsparcia Dowodzenia i Zabezpieczenia Wojsk Specjalnych im. gen. bryg. Augusta Emila Fieldorfa „Nila”, której 18 marca 2011 zmieniono nazwę na Jednostka Wojskowa „Nil”. 2 maja 2012 z okazji Dnia Flagi Rzeczypospolitej Polskiej na placu Zamkowym prezydent RP Bronisław Komorowski wręczył mu flagę państwową jako dowódcy wyróżnionej Jednostki Wojskowej „Nil”. 3 stycznia 2013 w obecności dowódcy Wojsk Specjalnych gen. bryg. Piotra Patalonga przekazał dowodzenie Jednostką Wojskową „Nil”.
7 stycznia 2013 został skierowany do Opola, gdzie objął funkcję zastępcy dowódcy 10 Brygady Logistycznej. W okresie tym uczestniczył w misji jako zastępca dowódcy XV zmiany PKW ISAF w Afganistanie (2014). W dniach 11–15.05.2015 był kierownikiem ćwiczenia podczas szkolenia poligonowego w przygotowaniu jednostek Inspektoratu Wsparcia Sił Zbrojnych do objęcia dyżuru w składzie Grupy Bojowej Unii Europejskiej V4. Z dniem 21 listopada 2016 objął pełnienie obowiązków 10 Opolskiej Brygady Logistycznej, które przyjął od płka Adama Słodczyka.
14 kwietnia 2017 objął obowiązki dowódcy 1 Pomorskiej Brygady Logistycznej w Bydgoszczy. W dniach 4–15 czerwca 2018 uczestniczył w Słowacji wraz z grupą żołnierzy 1 Pomorskiej Brygady Logistycznej w międzynarodowym ćwiczeniu Wielonarodowego Dowództwa Połączonej Grupy Wsparcia Logistycznego (Joint Logistic Support Group – JLSG), które zorganizowano w Akademii Sił Zbrojnych w Liptowskim Mikułaszu w zakresie sojuszniczej struktury powołanej do kierowania i koordynacji logistyki w czasie działań bojowych w ramach wielonarodowej połączonej operacji wojskowej. 23 marca 2021 w Warszawie minister obrony narodowej Mariusz Błaszczak wręczył mu nominacje na stanowisko w Sztabie Generalnym Wojska Polskiego.
26 marca 2021 w Bydgoszczy przekazał dowodzenie brygadą dla swojego zastępcy płk Radosława Dłutkowskiego. Z dniem 1 kwietnia 2021 objął stanowisko szefa Zarządu Logistyki P4 w Sztabie Generalnym Wojska Polskiego. We wrześniu 2021 w wieku 49 lat obchodził 30 lecie służby wojskowej w Wojsku Polskim. 10 listopada 2022 prezydent RP Andrzeja Dudy mianował go na stopień generała brygady.

## Awanse
- podporucznik – 1995[1]

(...)
- generał brygady – 10 listopada 2022[7]

## Ordery, odznaczenia i wyróżnienia
W ponad 30 letniej służbie wojskowej był wyróżniany i odznaczany:

- Srebrny Krzyż Zasługi – 2025[23]
- Wojskowy Krzyż Zasługi z Mieczami – 2011[24]
- Wojskowy Krzyż Zasługi – 2022[25]
- Bronze Star – 2014[5]
- Medal NATO (za misję usuwania skutków trzęsienia ziemi w Pakistanie) – 2006[11]
- Gwiazda Iraku – 2012[26]
- Gwiazda Afganistanu – 2010[27]
- Medal NATO za misję KFOR – 1999
- Gwiazda Afganistanu – 2014[28]
- Brązowy Medal „Siły Zbrojne w Służbie Ojczyzny” – 2005[29]
- Srebrny Medal „Za zasługi dla obronności kraju” – 2007[30]
- Srebrny Medal „Siły Zbrojne w Służbie Ojczyzny” – 2018[31]
- Brązowy Medal „Za zasługi dla obronności kraju” – 2018[32]
- Medal Pamiątkowy Wielonarodowej Dywizji Centrum-Południe w Iraku – 2020[33]
- Medal Pamiątkowy Wielonarodowej Dywizji Centrum-Południe w Iraku – 2021[34]
- Medal „W służbie Bogu i Ojczyźnie” – 2019[35]
- statuetka „Dar Serca” od Rady Przyjaciół Harcerstwa z Głubczyc – 2014[36]
- Odznaka tytułu honorowego "Zasłużony Żołnierz RP" I Stopnia (Złota) – 2016[37][38]
- Wojskowa Odznaka Sprawności Fizycznej I stopnia
- Odznaka Skoczka Spadochronowego Wojsk Powietrznodesantowych – 1993
- Odznaka Honorowa Wojsk Specjalnych
- Odznaka pamiątkowa Jednostki Wojskowej „Nil” – 2009, (ex officio)
- Odznaka pamiątkowa 10 Opolskiej Brygady Logistycznej – 2013, (ex officio)
- Odznaka pamiątkowa 1 Pomorskiej Brygady Logistycznej – 2017, (ex officio)
- Odznaka pamiątkowa SG WP – 2022[39]

## Garnizony w przebiegu służby

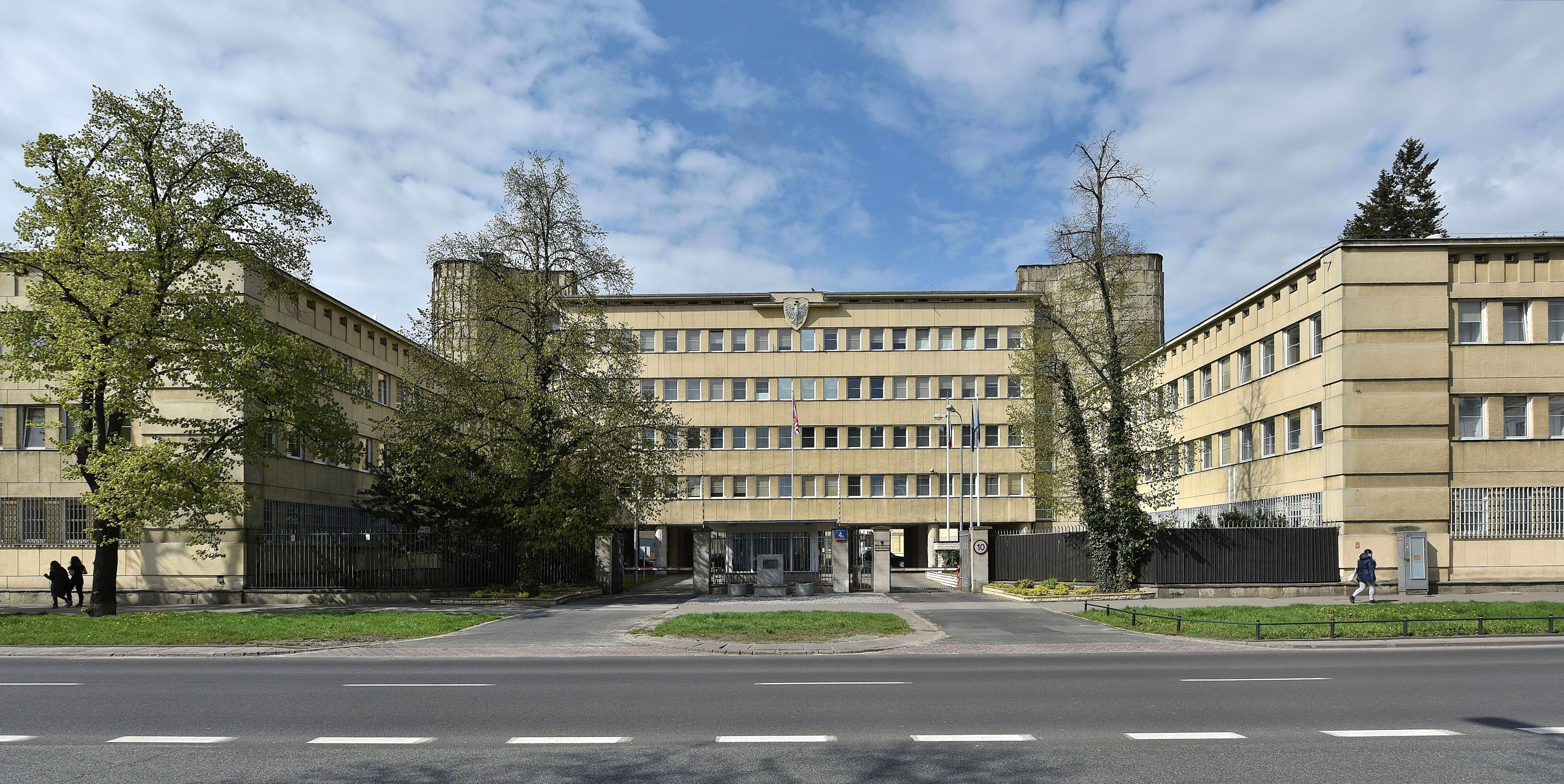
Od 2021 garnizon Warszawa, w SG WP

W ponad 30 letniej służbie wojskowej był w następujących garnizonach:
1. Wrocław (1991–1995) ↘
2. Tomaszów Mazowiecki (1995–2002) ↘
3. Opole (2002–2007) ↘
4. Warszawa (2007–2009) → Kraków (2009–2013)↘
5. Opole (2013–2017) → Bydgoszcz (2017–2021) ↘
6. Warszawa (2021–)